# Sacellum (Salzburg)

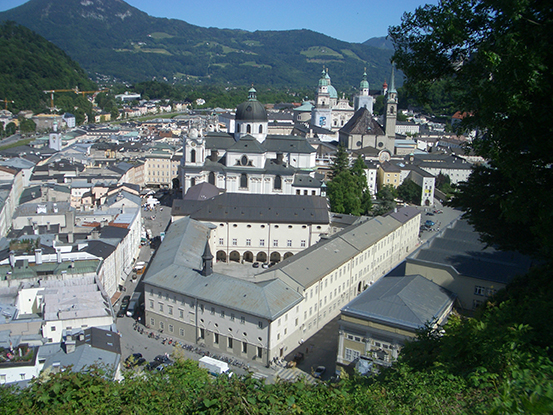
Studiengebäude mit dem Sacellum vom Mönchsberg aus (2007)

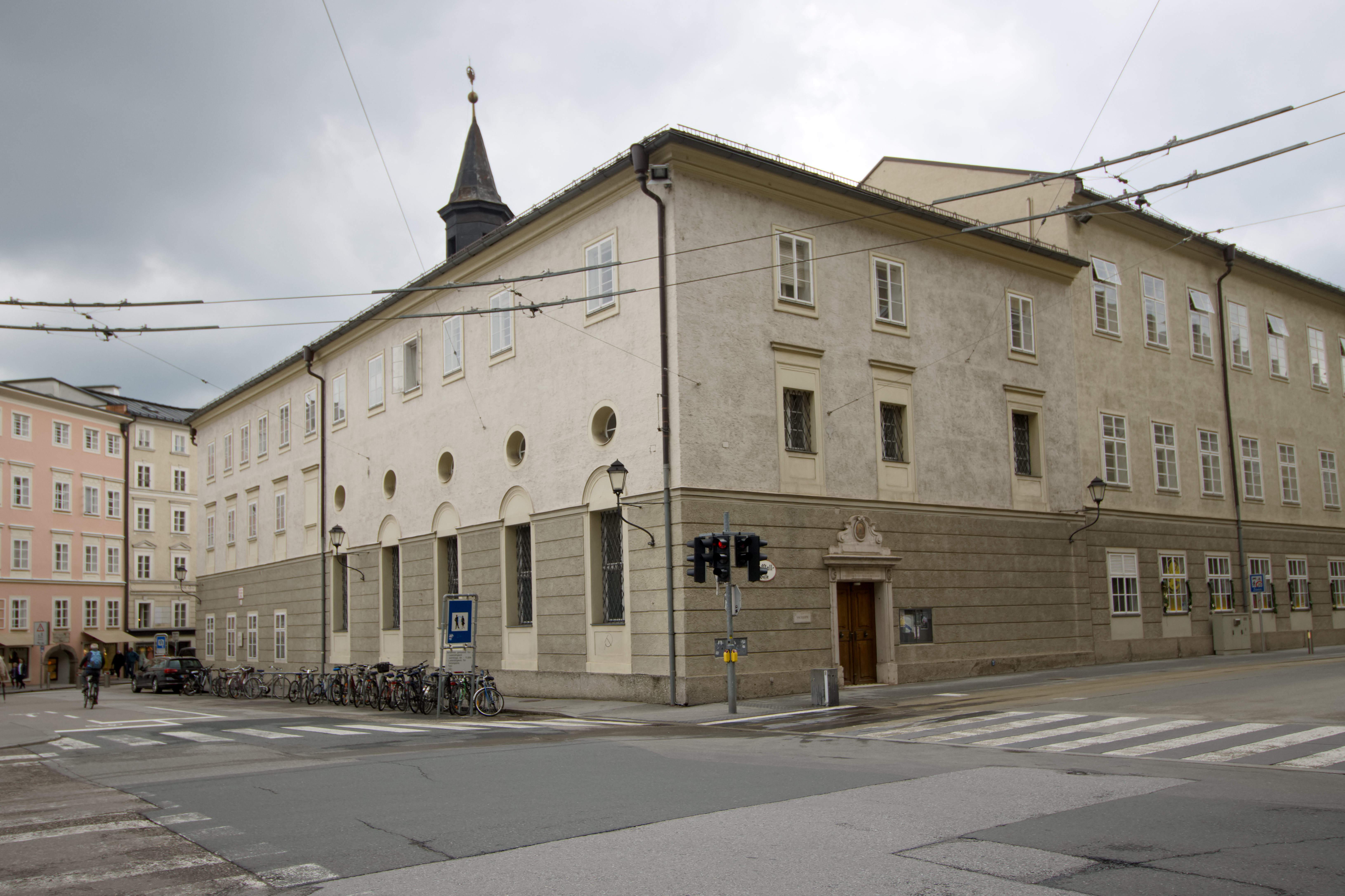
Sacellum, Blick von der Pferdeschwemme aus (2022)

Das Sacellum (Salzburg) ist das erste Gebäude, das für die 1622 eröffnete Universität Salzburg errichtet wurde. Das römisch-katholische Kirchlein ist dem heiligen Karl Borromäus geweiht. Es liegt heute an der Ecke Hofstallgasse/Herbert-von-Karajan-Platz. Der Name Sacellum ist vom lateinischen Wort sacer = heilig abgeleitet und bedeutet: kleiner heiliger Ort. 

## Geschichte
Die Grundsteinlegung erfolgte am 14. Mai 1618 durch den damaligen Dompropst Paris von Lodron. Bei der Errichtung der Kirche wurden Überreste von römischem Gemäuer sowie viele Münzen aus der Zeit von Juvavum gefunden. Mit der Entscheidung, das Studiengebäude mit einem Kirchenbau zu beginnen, war die Hoffnung auf Gottes Segen für das Unternehmen verbunden. Die Kirche wurde für die Universität bald zu klein und sie wurde als Universitätskirche von der von Fischer von Erlach ab 1696 erbauten und 1707 eingeweihten Kollegienkirche abgelöst. Ab 1696 wurde das Sacellum von verschiedenen Bruderschaften genutzt, die auch für die weitere Ausgestaltung der Kirche sorgten. Der Innenraum der Kirche wurde 2022 renoviert.
Heute dient die Kirche für katholische Gottesdienste von Katholischen Hochschulgemeinde, des Akademikerverbands und von Theologiestudenten. Jeden zweiten Sonntag des Monats ist sie für allgemein gehaltene Messen des Katholischen Akademikerverbands öffentlich zugänglich.

## Baulichkeit
Die Kirche bildet die Nordwestecke des Studiengebäudes der alten Universität. Auf der Westseite befinden sich fünf hohe rechteckigen Erdgeschoßfenster mit einem Kranzgesims und mit einer blinden Rundbogenlünette; darüber befinden sich breitovale Fenster mit glatter Rahmung. Auf der Südwestseite gegen die Hofstallgasse befindet sich das Portal zum Sacellum; dieses besitzt eine Marmorrahmung mit seitlichen Streifen und mit Rosetten in den oberen Ecken sowie einer Inschrifttafel unter einem ausladenden Sturz. Darüber befindet sich ein von Voluten gerahmter und von doppelt eingerollten Segmentbogen bekrönter Aufsatz mit einer Fülltafel; im Feld befindet sich ein gerahmtes Ovalbild, das die Madonna mit Engeln darstellt. Die Aufschrift lautet: „UniversitätsSaceLLum, der deutschen Congregation Ao. 1696 verliehen, von ihr verziert und durch Feyerung des 1. jubiläums am 3. April 1796 verherrlichet.“

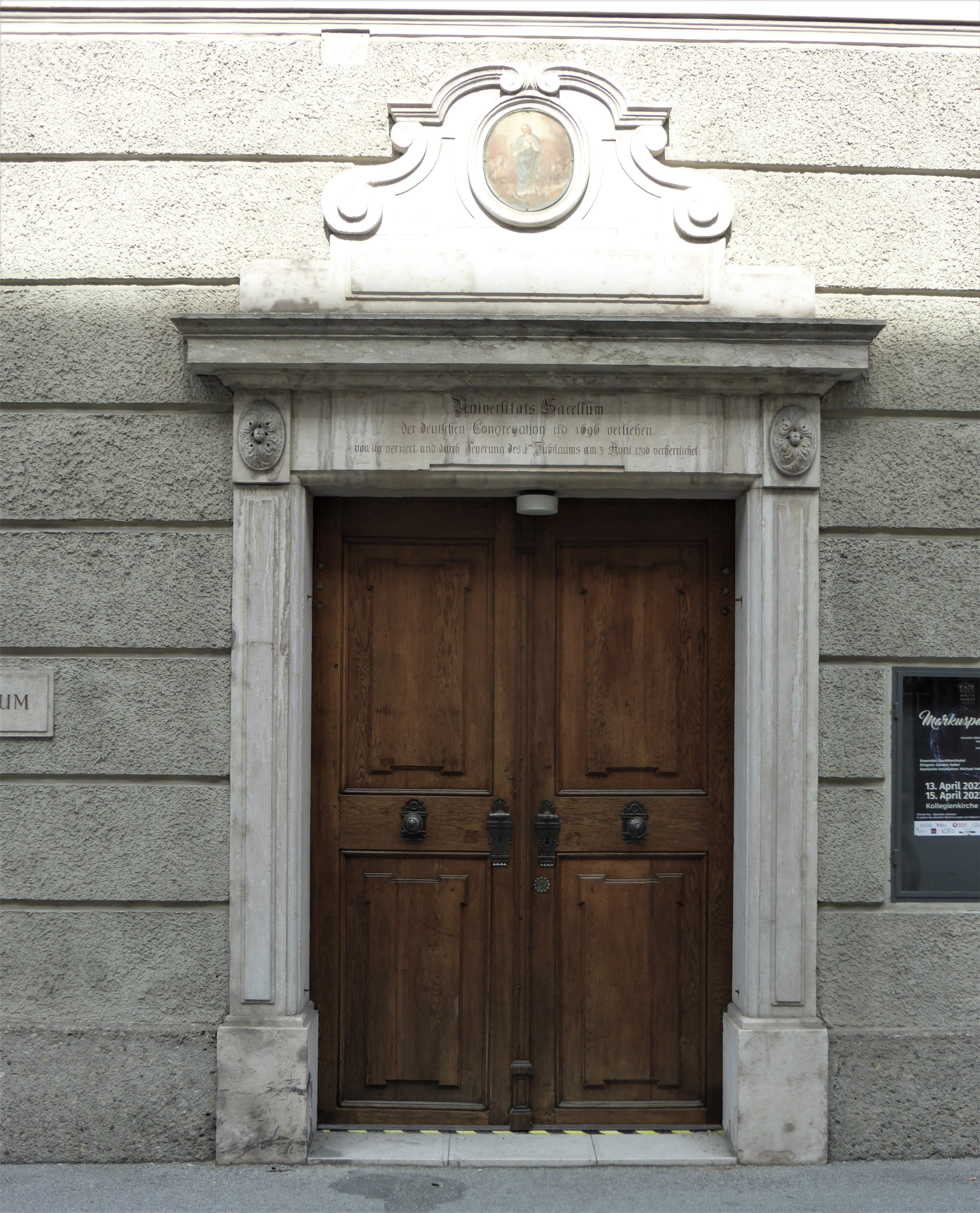
Portal des Sacellums

Über dem Sacellum befindet sich ein achtseitiger blechverkleideter Dachreiter mit Schallfenstern, Spitzdach, Knauf und Kreuz.

## Innenausstattung
Das Innere der Kirche besteht aus einem rechteckigen Raum mit einem fünfjochigen Kreuzgratgewölbe. Eine Seitenkapelle und eine Sakristei ergänzen den Sakralbau.

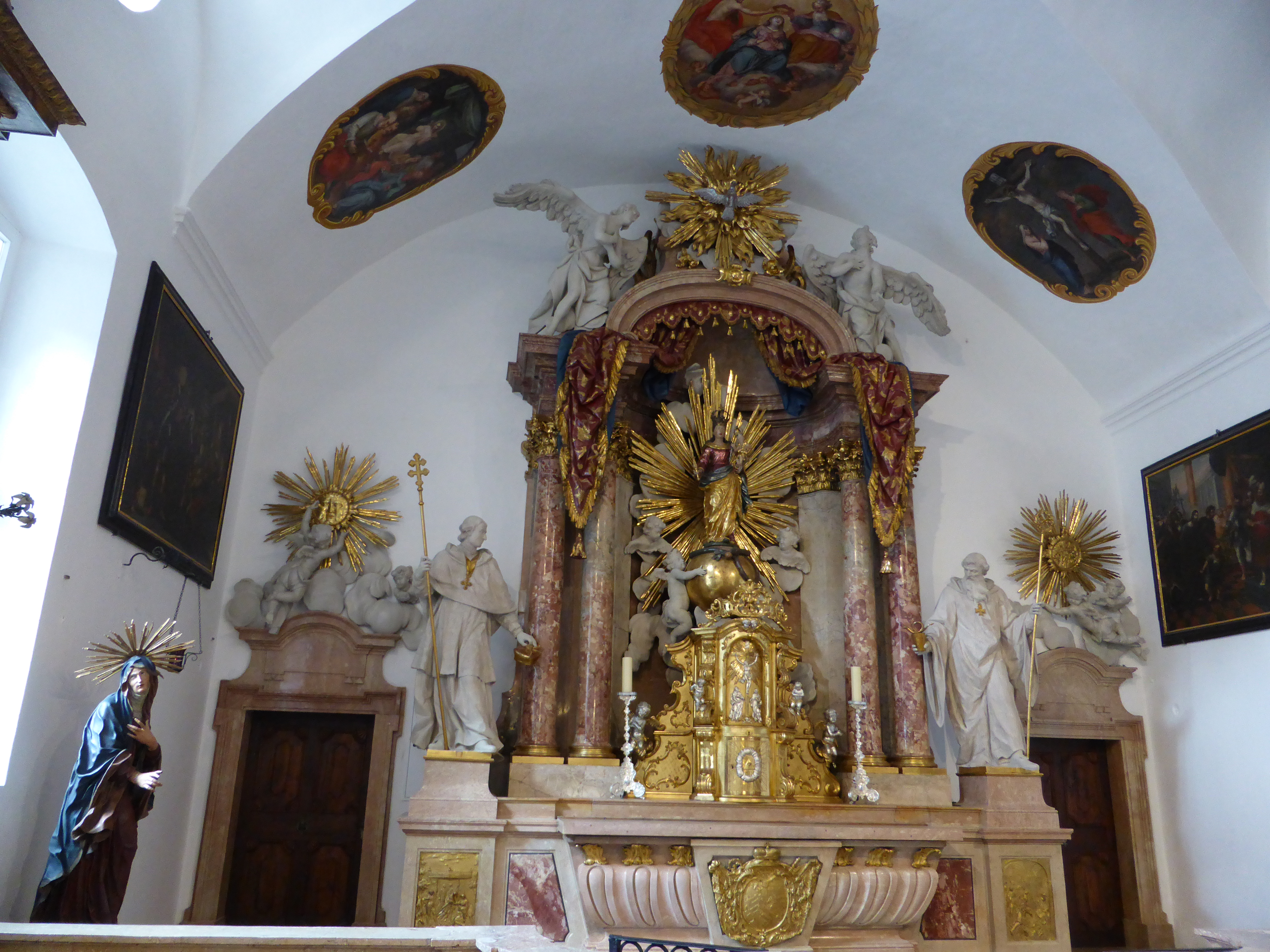
Hauptaltar der Brüder Wolfgang und Johann Baptist Hagenauer

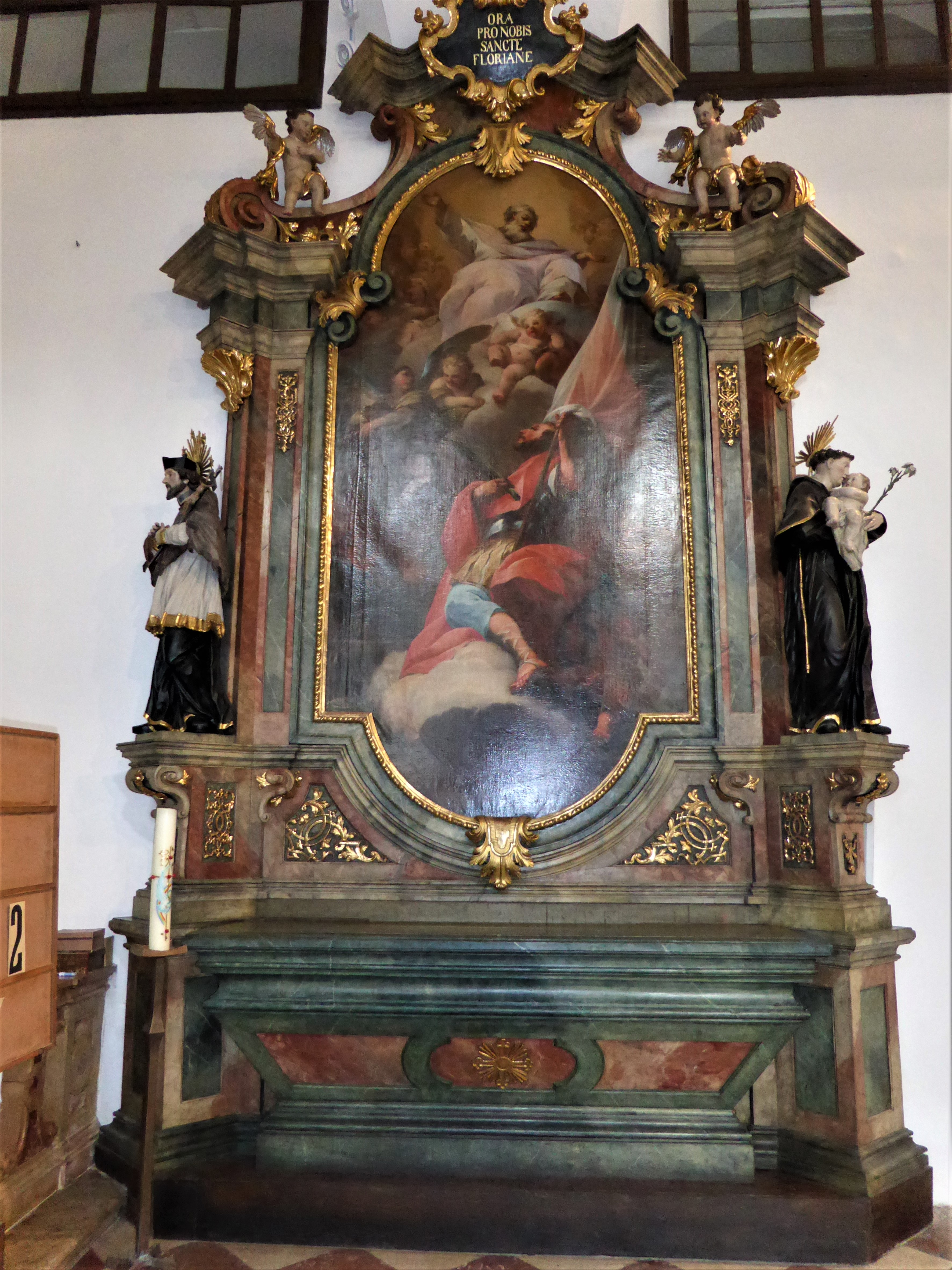
Rechter Seitenaltar mit dem hl. Florian

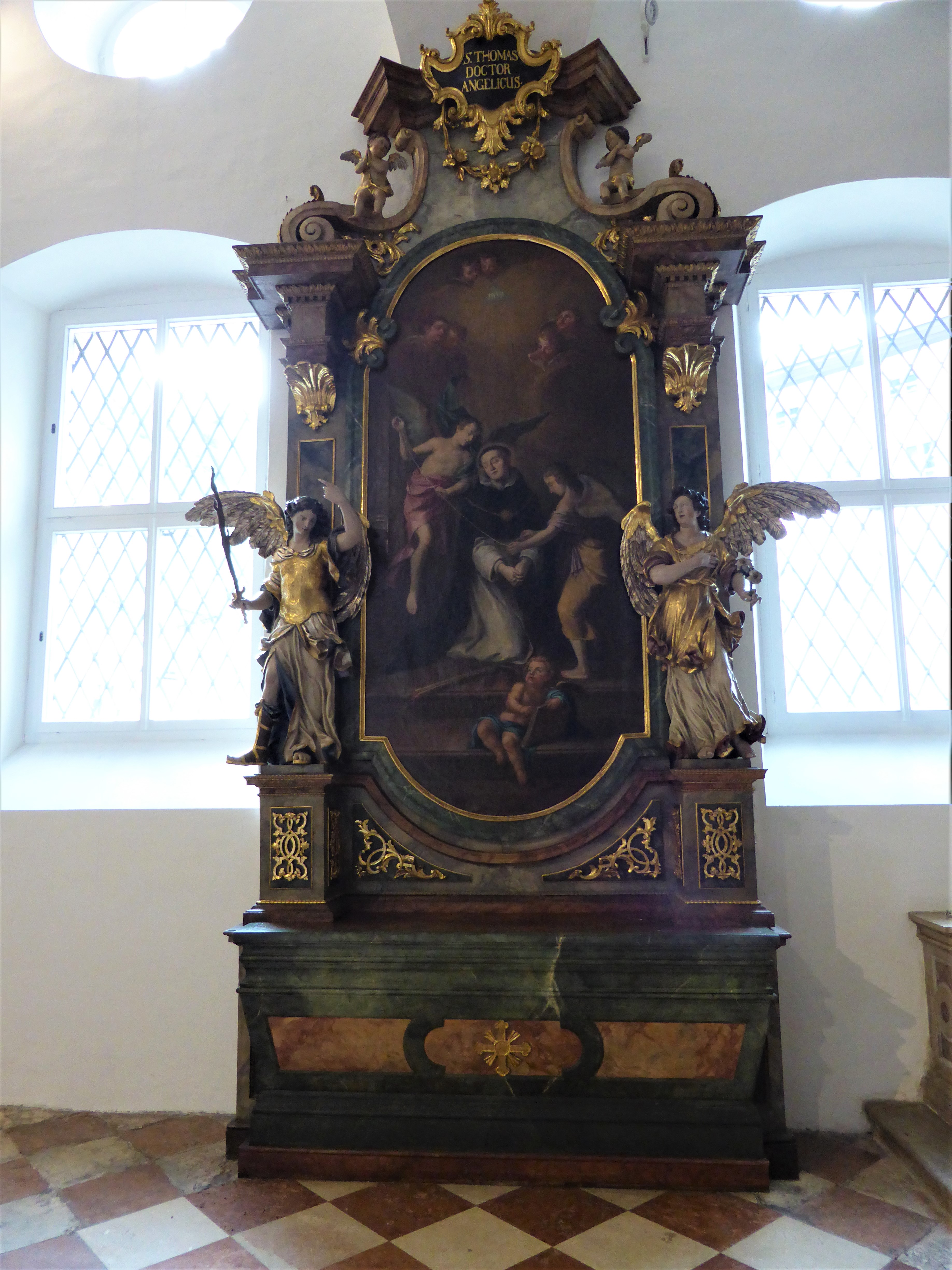
Linker Seitenaltar mit dem Kirchenlehrer Thomas von Aquin

Als die Bruderschaften das Sacellum übernommen hatten, wurde die Kirche 1663 mit einem Scheingewölbe versehen; die Stichkappen sind aus Holz, Schilfmatten und Putz konstruiert. In den ovalen Medaillons auf der Decke sind die Fünfzehn Geheimnisse des Rosenkranzes dargestellt. Vorbilder der Medaillons waren Kupferstiche von Gemälden von Peter Paul Rubens, Paolo Veronese, Daniel van den Dyck oder Hans von Aachen, die in Sammlungen von St. Peter und der Universitätsbibliothek zu finden sind. Die vermutlich gleichzeitig gemalten Wandgemälde mit dem Thema der Passion Christi sind Werke von Stephan Kessler aus Brixen.
Der Hochaltar aus Adneter und Untersberger Marmor ist ein Werk der Brüder Wolfgang und Johann Baptist Hagenauer aus den Jahren 1766 bis 1768. Er wurde von P. Placidus Scharl, Seelsorger und Dramaturg am Universitätstheater, initiiert. Er stellt die Gottesmutter Maria mit einem Strahlenkranz auf der Weltkugel, um die sich eine Schlange windet, dar. Ein prächtiger Baldachin rahmt die Gottesmutter ein. Die barocke Marienfigur ist nicht die originale, die vermutlich während der Napoleonischen Kriege abhandengekommen ist, sondern wurde im 20. Jahrhundert aus der Pfarrkirche Siezenheim hierher gebracht. Auf der linken Seite des Altars steht eine gefasste Holzskulptur des Karl Borromäus, Cousin der Salzburger Erzbischöfe Wolf Dietrich von Raitenau und Markus Sittikus, und auf der rechten die des Benedikt von Nursia, beide Patrone der Salzburger Universität. Unterhalb der beiden Heiligen zeigen zwei vergoldete Bleireliefs bedeutende Ereignisse aus dem Leben der Heiligen, die Pflege von Pestkranken bei Karl Borromäus und den Empfang des Ostgotenkönigs Totila bei Benedikt von Nursia. Dieser Altar wurde von Erzbischof Sigismund von Schrattenbach gestiftet und eingeweiht; sein Herz ist vor der Altarmensa unter einer ovalen Steinplatte beigesetzt.
Der rechte Seitenaltar zeigt den hl. Florian, rechts und links befinden sich Assistenzfiguren des Johannes Nepomuk und des Antonius von Padua. Auf der Rückseite des Seitenaltars findet sich die Inschrift „Johann Anton Kaufmann hat mit seiner Ehefrau Maria Cordula diesen Altar im Jahr 1730 errichtet.“ Der Salzburger Händler Johann Anton Kaufmann war der Neffe des Johann Kaufmann, der 1680 als Handelsgehilfe ein verloren geglaubtes Schiff voll kostbarer Gewürze und Pfeffer gekauft hat. Nachdem dieser seinen Namenspatron Antonius um Hilfe gebeten hatte, lief das vermisste Schiff wohlbehalten in Venedig ein; dies führte zu dem großen Reichtum des Johann Kaufmann, der mit dem Geld u. a. 1684 das Schloss Söllheim erwarb und in Söllheim die Antoniuskapelle errichten ließ.
Der linke Seitenaltar (um 1750) zeigt den Kirchenlehrer Thomas von Aquin; dies ist ein Hinweis auf die theologische Ausbildung an der Universität Salzburg. Das Altarbild zeigt eine Szene aus der Heiligenlegende: Nachdem Thomas mit einem brennenden Holzscheit eine Prostituierte vertrieben hatte, die ihn verführen sollte, erscheinen ihm im Traum zwei Engel. Diese legen einen Strick mit fünfzehn Knoten um ihn. Die Mitglieder der seit 1653 an der Universität Salzburg etablierten Bruderschaft des hl. Thomas von Aquin trugen einen ebensolchen Strick als Gürtel; die fünfzehn Knoten sollten die Studenten daran erinnern, täglich fünfzehn „Ave Maria“ zur Bewahrung ihrer Keuschheit zu beten.
Der rotweiß konturierte Marmor der Chorschranke stammt vom Schwarzensee bei St. Wolfgang.
Das ehemalige Oratorium gehört zu den Räumen der Universitätsbibliothek und bietet einen Blick in diesen für Salzburg und seine Universität bedeutsamen Raum.

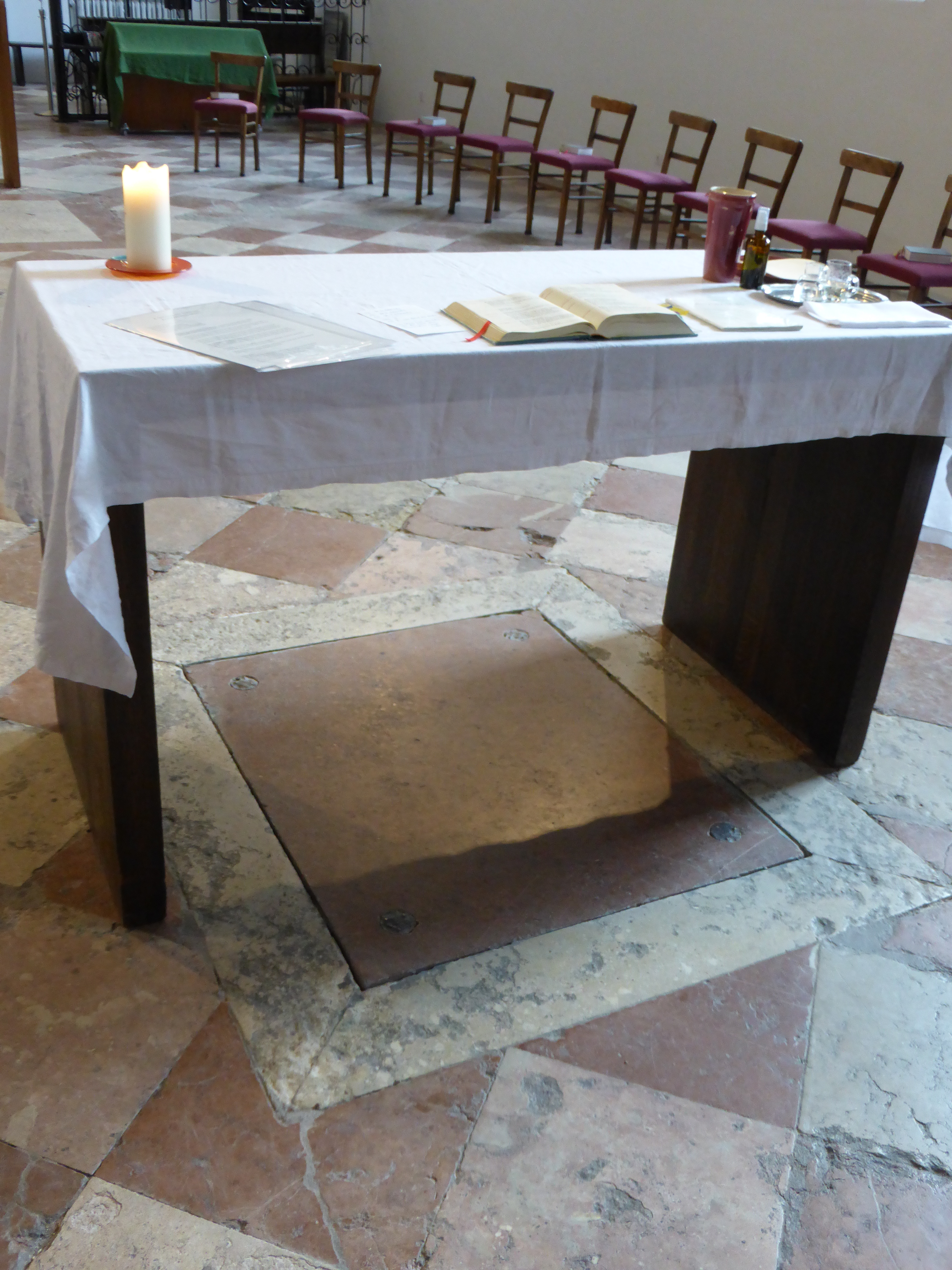
Volksaltar, darunter die Verschlussplatte zur Sitzgruft

### Sitzgruft
Nach dem Dreißigjährigen Krieg lässt P. Alphons Stadlmayr OSB, 1652–1673 Rektor der Universität, das Sacellum im Zusammenhang mit dem Bau des Universität-Südflügels umbauen und eine Gruft mit zwölf Grabkammern einrichten. Die Neuweihe der Kirche erfolgt 1663. Diese Sitzgruft ist eine europaweit einzigartige Besonderheit. Sie befindet sich unter einer Bodenplatte im vorderen Drittel der Kirche. Ab 1664 wurden hier, auf gemauerten Bänken in einzelnen Grabkammern, zwölf Professoren mit Blick zum Hochaltar sitzend bestattet. Die in ihren Ornat gekleideten Professoren der Universität Salzburg sitzen auf 60 cm breiten Sitzflächen. Ein Stützbalken zwischen Brust und Mauerwerk sollte die Toten in Sitzhaltung fixieren. Es sind hier folgende Professoren begraben:
- P. Marian Schwab OSB († 11.6.1664)
- Christoph Bluemblacher († 2.11.1674)
- P. Volpert Motzel OSB († 4.4.1679)
- P. Otto Guzinger OSB († 13.10.1679)
- P. Cölestin Hainz OSB († 18.10.1681)
- P. Joachim Morsack OSB(† 26.3.1686)
- Rupert Streicher († 5.3.1687)
- Ernst Friedrich von Someting († 7.9.1697)
- P. Leonhard Fessenmayr OSB († 23.3.1700)
- P. Otto Aicher OSB († 18.1.1705)
- Johann Georg von Tach († 29.9.1709)
- Joseph Adam Ayblinger († 21.12.1722)

Zusätzlich befindet sich hier der bemalte Sarg von Joseph Hermenegild Herberger († 22.2.1775). Durch eine später eingemauerte Trennwand sind die in einem schlechten Zustand sich befindenden Leichenreste nicht mehr sichtbar.
1722 wurde mit dem weltlichen Rechtsprofessor Joseph Adam Ayblinger der letzte Tote in der Sitzgruft beigesetzt. Ab dem frühen 18. Jahrhundert wurden die Professoren dann in der Kolumbariengruft in der neuen Kollegienkirche bestattet. Im Sakralraum gibt es noch Erdgräber für
- Wolfgang Braumiller, † 2.3.1683, Universitätspedell, Schauspielstar
- Johann Balthasar Braun, † 4.11.1688, Professor der Institutionen, Pandekten und des Codex
- Dietmar Anton Martin Freiherr von Schifer, † 27.2.1694 Student
- Joseph Bernhard Gletle, † 27.7.1696, Professor der Pandekten und des Codex

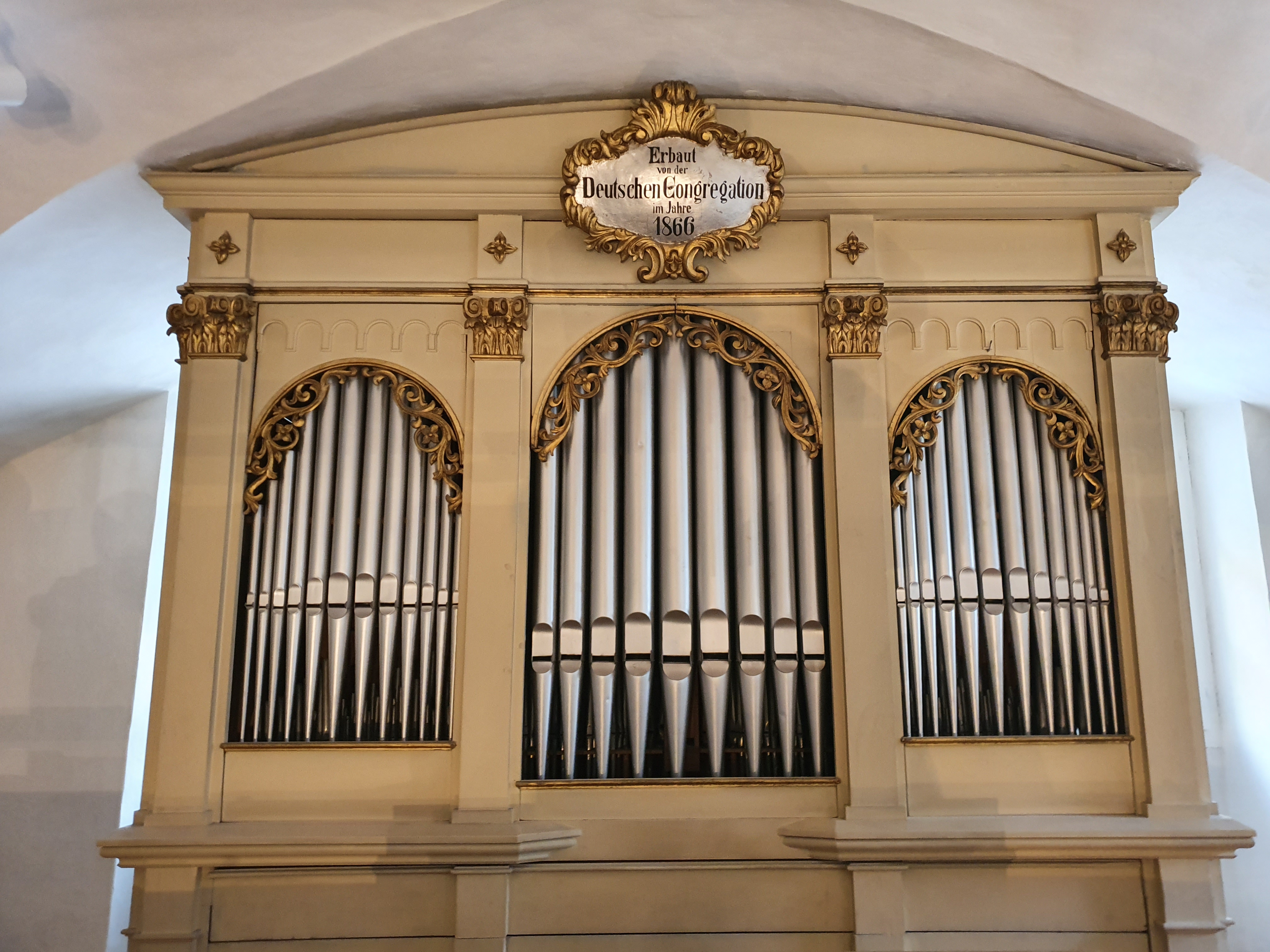
Orgel im Sacellum Salzburg von Johann Nepomuk Carl Mauracher 1866

### Orgel
Die jetzige Orgel wurde 1866 von Johann Nepomuk Carl Mauracher errichtet. Das zuvor vorhandene Positiv wurde von Mauracher ausgebaut und der Kirche in Astätt übergeben; am 15. Jänner 1868 erhielt er dafür 140 Gulden. Die Orgel wurde 1972 durch Hermann Oettl (Salzburg) umgebaut, dabei wurde die originale Balganlage durch einen Laden-Schwimmerbalg aus Pressspan ersetzt, das Pedal mittels neuer Lade und Klaviatur im Umfang erweitert. Das Instrument verfügt über sieben Register auf einem Manual (Principal 8', Hohlflöte	8', Gamba 8', Octav	4', Flöte 4', Mixtur 2') und Pedal (Subbaß 16').